# Oitz
Oitz – gmina w Hiszpanii, w Nawarze, o powierzchni 8,1 km². W 2011 roku gmina liczyła 155 mieszkańców.